# Gernot Schwaiger
Gernot Schwaiger (* 24. Januar 1952 in Kassel) ist ein deutscher bildender Künstler, Lithograf, Zeichner und Bildhauer.

## Ausbildung
Er absolvierte zunächst eine Ausbildung als Buchhändler. Anschließend studierte er an der Hochschule für bildende Künste in Kassel und erhielt ein Stipendium der Friedrich-Ebert-Stiftung. Sein Studium beendete er mit dem Werkkunstschulabschluss als Diplom-Designer und dem Kunsthochschulabschluss als Bildhauer und Maler. 1983 erschien sein nur aus schwarzweißen Illustrationen bestehendes Buch Lebensläufe.

## Werk
Seine Arbeiten durchlaufen einen wiederholbaren Ablauf. Zunächst recherchiert er den Lebenslauf der meist schon verstorbenen Persönlichkeit. Dann verfasst er handschriftlich den Lebenslauf des Modells. Schließlich schreibt er mit schwarzer Farbe erneut den Lebenslauf auf, verändert subtil die Schrifthöhe, Schriftbreite und Schriftdicke, so dass man aus dem Text das Porträt wahrnehmen kann.
Die Zeichnungen wurden als Lithografien limitiert von der WfB Werkstatt für Behinderte in Wiesbaden aufgelegt. Zu seinen wichtigsten Arbeiten zählen neben den Porträts von Ludwig van Beethoven, Joseph Beuys, Heinrich Böll, Fjodor Michailowitsch Dostojewski, Vincent van Gogh, den Gebrüdern Grimm, Georg Friedrich Händel, Johann Gottfried Herder, Wolfgang Amadeus Mozart, Marcel Proust, Friedrich Schiller auch Robert Walser.
Gernot Schwaiger lebt als freischaffender Künstler in Kassel.

## Werke in Museen (Auswahl)
- Neue Galerie in Kassel

## Ausstellungen
- Köpfe und Gesichter, Kunsthalle Darmstadt
- Schriftbilder, Moltkerei Köln
- Wahlverwandtschaften, Goethe-Institut Portugal
- Instituto Alemao, Lissabon Coimbra
- Imagining Antartica, Stadtmuseum Linz, Österreich
- Heinrich der Seefahrer, Museum für Seefahrt, Lissabon
- Wiener Diwan - Sigmund Freud heute, Katalog, Museum d. 20. Jahrh., Wien, Österreich
- Duftmarken, Atelier Kramer, Weserburg Bremen
- Die Akademie als Peep Show, Hof
- Vogelscheuchen und Zeichnungen, Atelier Kramer, Kunsthalle Heilbronn
- Kunststipendiaten der Friedrich-Ebert-Stiftung, Freudenstadt
- Kunststipendiaten der Friedrich-Ebert-Stiftung, Bonn und Kassel
- Kunst in Kassel, Kunstverein Kassel
- Pranger, Staatstheater Kassel
- Atelier Kramer, Kunststation Kleinsassen, Harry Kramer zum 60sten,
- Kunsthalle zu Kiel und Schleswig-Holsteinischer Kunstverein Weltmeister, Kassel und Köln
- Die Gebrüder Grimm, Schloß Steinau bei Hanau
- Georg Büchner, Mathildenhöhe Darmstadt
- Georg Büchner, Weimar Georg Büchner, Leben und Werk, Marburg und Stadt Velbert
- Vincent zuliebe, van Gogh zu Ehren, Kunstverein Kassel
- Imagining Antartica, Boston, USA Goethe und Schiller
- Graphische Sammlung, Stiftung Weimarer Klassik Johann Gottfried Herder
- Ahndung künftiger Bestimmung , Kunsthalle Weimar Haus der Geschichte Darmstadt Staatliche Museen zu Berlin